# Akihiro Noda
Akihiro Noda (japanisch 野田 明弘 Noda Akihiro; * 5. September 1988 in Isahaya) ist ein ehemaliger japanischer Fußballspieler.

## Karriere
Noda erlernte das Fußballspielen in der Jugendmannschaft von Sanfrecce Hiroshima und der Universitätsmannschaft der Waseda-Universität. Seinen ersten Vertrag unterschrieb er 2011 bei FC Gifu. Der Verein spielte in der zweithöchsten Liga des Landes, der J2 League. Für den Verein absolvierte er 63 Ligaspiele. 2013 wechselte er zum Drittligisten Fukushima United FC. Für den Verein absolvierte er 106 Ligaspiele. Ende 2016 beendete er seine Karriere als Fußballspieler.